# Långtjärnen (Hammerdals socken, Jämtland, 706736-149201)
Långtjärnen är en sjö i Strömsunds kommun i Jämtland och ingår i Ångermanälvens huvudavrinningsområde.